# El Ministerio del Tiempo

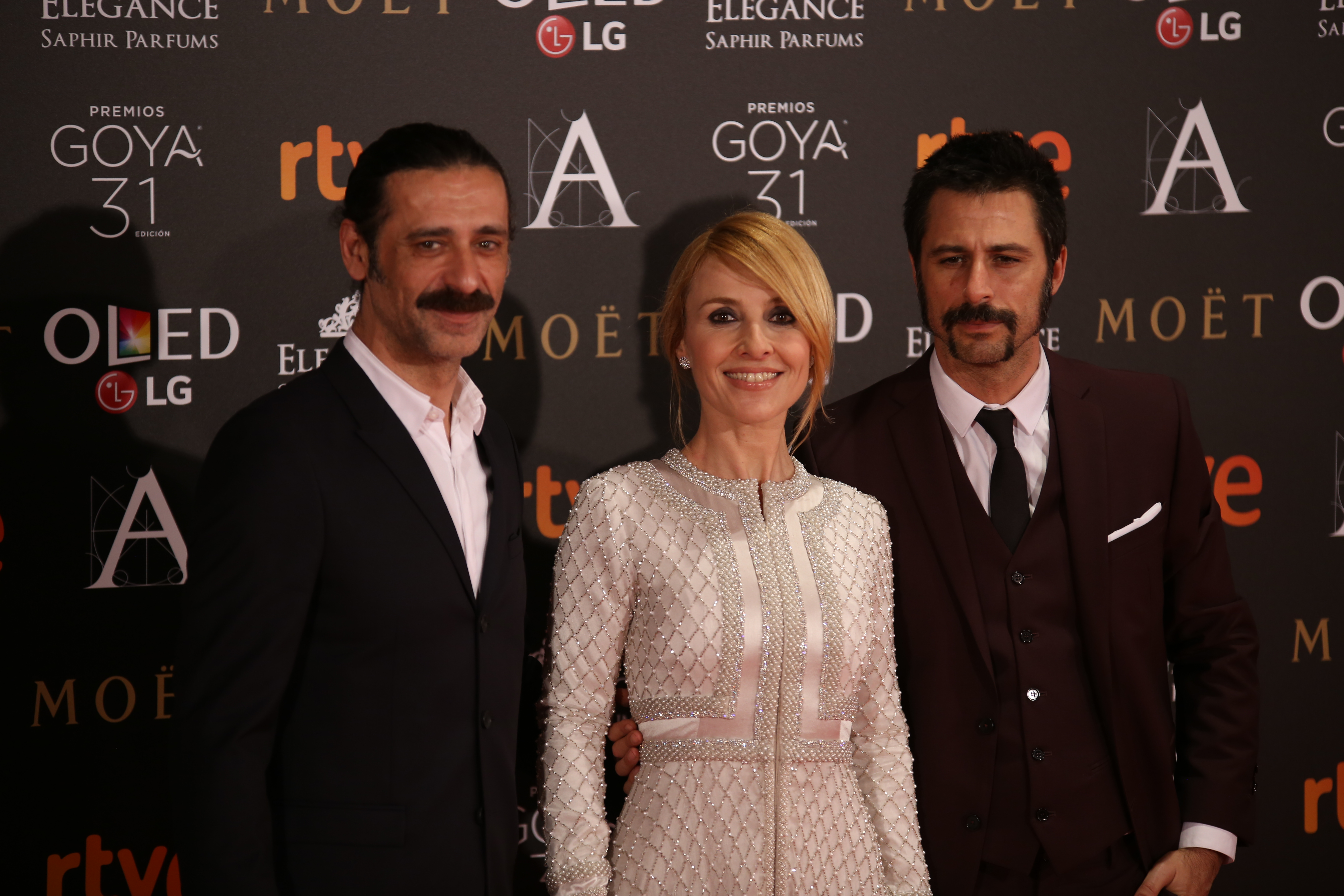
Nacho Fresneda, Cayetana Guillén Cuervo y Hugo Silva en los Premios Goya 2017

El Ministerio del Tiempo es una serie de televisión española de género fantástico y ficción histórica creada por los hermanos Pablo y Javier Olivares y producida por Onza, Cliffhanger y Globomedia para La 1 de TVE. Está protagonizada por Rodolfo Sancho, Hugo Silva, Aura Garrido, Nacho Fresneda, Macarena García, Cayetana Guillén Cuervo, Juan Gea, Francesca Piñón y Jaime Blanch. Su argumento gira en torno a los viajes a través del tiempo en relación con la historia de España. 
Se estrenó el 24 de febrero de 2015 en La 1. El 24 de marzo de ese mismo año TVE confirmó en el FesTVal de Murcia que la serie contaría con una segunda temporada para principios de 2016. En septiembre de 2016 se anunció la renovación para una tercera temporada a través de redes sociales y de la página web de RTVE y en diciembre de 2018, tras más de un año del final de la tercera temporada, se informó de una renovación para una cuarta temporada.
Gracias a un acuerdo con Netflix, la tercera temporada contó con mayor presupuesto que las temporadas anteriores, permitiendo rodar más en exteriores y varias mejoras en la producción. A cambio, Netflix pudo distribuir las dos primeras temporadas a todos sus abonados en 190 países a partir de 2017 y la tercera temporada en cuanto RTVE la emitiera por La 1, pero esta perdió los derechos para mantener publicados en Alacarta, su servicio en línea, todos los episodios de la tercera temporada.
El abandono de Javier Olivares de la productora Cliffhanger y su posterior incorporación a Globomedia para desarrollar con ellos proyectos de ficción en exclusiva, supuso que la cuarta temporada de la serie pasase a estar coproducida por dicha productora en colaboración con Onza Partners. En febrero de 2020, tras expirar el contrato con Netflix, los capítulos dejaron de estar disponibles en dicha plataforma. Sin embargo, en marzo, ante el inminente estreno de la cuarta temporada, RTVE publicó de nuevo en Alacarta todos los capítulos de la serie. Todos los episodios están también disponibles en HBO desde abril de 2020 y ofreció los de la cuarta temporada un día después de su emisión por TVE.

## Sinopsis
El Ministerio del Tiempo es un departamento ministerial secreto del Gobierno de España. El ministro del Tiempo despacha directamente con la Presidencia del Gobierno, por separado del resto de ministros y sin asistir a las reuniones del Consejo de Ministros ni poder deliberar o tomar decisiones en ellas. Solo monarcas, presidentes y un número exclusivo de personas saben de él. El paso hacia otras épocas se realiza a través de puertas vigiladas por unas patrullas de seguridad del Ministerio. Su objetivo: detectar e impedir que cualquier intruso del pasado llegue a nuestro presente —o viceversa— con el fin de cambiar la historia para su beneficio. Para ello, las patrullas tendrán que viajar al pasado y evitar que lo logren. En dicho Ministerio trabajan muchas personas de diversas épocas.
Las últimas personas reclutadas por el Ministerio en la serie son Julián Martínez (Rodolfo Sancho), Alonso de Entrerríos (Nacho Fresneda) y Amelia Folch (Aura Garrido).
Alonso de Entrerríos es un soldado de los Tercios de Flandes condenado a muerte en 1569 y salvado por el Ministerio. Tiene unos valores muy antiguos y es un hombre de honor. Es el soldado perfecto, experto tirador y estratega, y que se pone al mando de la situación cuando se requiere la fuerza. Amelia Folch es la primera universitaria de España a finales del siglo XIX. De familia burguesa acomodada, es una de las primeras mujeres en acudir a la Universidad de Barcelona. Inteligente, con memoria fotográfica y trabajadora, es el cerebro del comando. Julián Martínez es enfermero del Samur de la actualidad. El valor y su escaso apego a su propia vida por salvar las de los demás son sus mayores cualidades. Está traumatizado por la muerte de su esposa en un accidente de tráfico tres años atrás.
Comandados por sus superiores, Ernesto Jiménez (Juan Gea) e Irene Larra (Cayetana Guillén Cuervo), el trío protagonista rendirá cuentas ante el subsecretario de Estado del Tiempo, Salvador Martí (Jaime Blanch). Angustias (Francesca Piñón) es la secretaria del Ministerio. Lola Mendieta (Macarena García de joven y Natalia Millán de mayor) es una exagente del Ministerio que decidió fingir su propia muerte para enriquecerse gracias a facilitar información sobre las puertas del tiempo a terceros y traficando con obras de arte.
Al final casi todos los personajes acaban rompiendo el propio propósito por el que trabajan y acaban viajando a escondidas, por ejemplo, a visitar su tumba y ver el año de su muerte, visitar a familiares, etc. Todo esto les traerá problemas no tan solo delante de sus jefes, sino también para ellos mismos.
Con motivo de la ausencia de Rodolfo Sancho en la segunda temporada, Hugo Silva aparece en escena interpretando a un policía de los años 1980 llamado Jesús Méndez y de sobrenombre Pacino. La ausencia de Rodolfo Sancho se debió a la incompatibilidad de rodar El Ministerio del Tiempo a la vez que la primera temporada de la serie Mar de plástico. Hugo Silva regresó en la tercera temporada en su papel como Pacino después del éxito en el público y crítica en la segunda temporada y el personaje de Julián Martínez desaparece de la serie al no llegar a un acuerdo con la productora, pero regresa en la cuarta temporada.
En la tercera temporada, Macarena García sustituye a Aura Garrido tras su marcha de la serie interpretando a una Lola Mendieta más joven que la interpretada por Natalia Millán.

## Episodios
| Temporada | Temporada | Episodios | Episodios | Emisión original      | Emisión original       | Audiencia promedio | Cuota de pantalla promedio |
| Temporada | Temporada | Episodios | Episodios | Primera emisión       | Última emisión         | Audiencia promedio | Cuota de pantalla promedio |
| --------- | --------- | --------- | --------- | --------------------- | ---------------------- | ------------------ | -------------------------- |
|           | 1         | 8         | 8         | 24 de febrero de 2015 | 13 de abril de 2015    | 2 537 000          | 12,3%                      |
|           | 2         | 13        | 13        | 15 de febrero de 2016 | 23 de mayo de 2016     | 2 291 000          | 11,9%                      |
|           | 3         | 13        | 13        | 1 de junio de 2017    | 1 de noviembre de 2017 | 1 450 000          | 9,3%                       |
|           | 4         | 8         | 8         | 5 de mayo de 2020     | 23 de junio de 2020    | 1 301 000          | 8,0%                       |

## Reparto

### Principales
| Intérprete              | Personaje                                     | Temporada | Temporada | Temporada | Temporada |
| Intérprete              | Personaje                                     | 1         | 2         | 3         | 4         |
| ----------------------- | --------------------------------------------- | --------- | --------- | --------- | --------- |
| Rodolfo Sancho          | Julián Martínez                               | Principal | Principal |           | Principal |
| Aura Garrido            | Amelia Folch                                  | Principal | Principal | Principal | Invitada  |
| Nacho Fresneda          | Alonso de Entrerríos                          | Principal | Principal | Principal | Principal |
| Cayetana Guillén Cuervo | Irene Larra Girón                             | Principal | Principal | Principal | Principal |
| Juan Gea                | Ernesto Jiménez/Pedro Fernández de Torquemada | Principal | Principal | Principal | Principal |
| Francesca Piñón         | Angustias Vázquez                             | Principal | Principal | Principal | Principal |
| Jaime Blanch            | Salvador Martí/Salvador Roa                   | Principal | Principal | Principal | Principal |
| Hugo Silva              | Jesús Méndez Pontón «Pacino»                  |           | Principal | Principal | Principal |
| Macarena García         | Dolores "Lola" Mendieta (joven)               |           |           | Principal | Principal |
| Manuela Vellés          | Carolina Bravo Mendoza                        |           |           |           | Principal |

### Secundarios
| Intérprete         | Personaje                               | Temporada  | Temporada  | Temporada  | Temporada  |
| Intérprete         | Personaje                               | 1          | 2          | 3          | 4          |
| ------------------ | --------------------------------------- | ---------- | ---------- | ---------- | ---------- |
| Julián Villagrán   | Diego Velázquez                         | Recurrente | Recurrente | Recurrente | Recurrente |
| Susana Córdoba     | Elena Castillo/Blanca                   | Recurrente | Recurrente | Recurrente | Recurrente |
| Natalia Millán     | Dolores «Lola» Mendieta                 | Recurrente | Recurrente | Recurrente |            |
| Mar Ulldemolins    | Maite                                   | Recurrente | Invitada   |            | Invitada   |
| Miguel Rellán      | Gil Pérez                               | Invitado   | Invitado   |            |            |
| Víctor Clavijo     | Félix Lope de Vega                      | Invitado   | Invitado   | Invitado   |            |
| Ramón Langa        | Ambrosio Spínola                        | Invitado   | Invitado   |            |            |
| Pep Mirás          | Francisco Franco                        | Invitado   |            |            | Invitado   |
| Paco Obregón       | Abraham Levi                            | Invitado   |            | Invitado   |            |
| Jimmy Shaw         | Paul Walcott/Lord Charles York          | Invitado   | Recurrente |            |            |
| Mar Saura          | Susana Torres                           | Invitada   | Recurrente |            |            |
| Francesc Orella    | Alberto Díaz Bueno                      | Invitado   |            |            | Recurrente |
| Ángel Ruíz         | Federico García Lorca                   | Invitado   |            |            | Recurrente |
| Pere Ponce         | Miguel de Cervantes                     |            | Invitado   | Invitado   |            |
| Nieve de Medina    | Marisa                                  |            | Recurrente |            |            |
| Belén Fabra        | Marta Cascajosa                         |            |            | Recurrente |            |
| Luisa Gavasa       | Lucía Ortiz                             |            |            | Recurrente |            |
| Luis Iglesia       | Bosco de Sobrecasa/Enrique de Sobrecasa |            |            | Recurrente |            |
| Federico Aguado    | Felipe III de España                    |            |            | Recurrente |            |
| Elena Rivera       | Margarita de Austria-Estiria            |            |            | Recurrente |            |
| Marcel Borrás      | Carlos Munuera Mateu                    |            |            |            | Recurrente |
| Daniel Pérez Prada | Juan Salcedo                            |            |            |            | Recurrente |

## Recepción

### Crítica
La crítica ha sido positiva por la mayoría de la prensa. El Periódico describió la serie como «apasionante». El Mundo la calificó como «entretenida, divertida, original y valiente. Y sobre todo es inteligente y trata al espectador como si también lo fuera». Uno de los elementos más destacados de la serie es su guion, por su mezcla de historia, ciencia ficción y comedia. De primera mano, para Ferran Monegal, «la idea roza lo genial». El ABC recoge «los guiones suman un costumbrismo, también suave, aliñado con incontables detalles de humor. La risa llega sin buscarla, al igual que la identificación con toda clase de públicos». Otro punto importante de los guiones son «las referencias que conectaban con varias generaciones. Desde la mención a Curro Jiménez hasta Terminator, pasando por Rosendo o ese Velázquez con aires de grandeza.

### Redes sociales
Otro factor importante de la serie es su conexión con las redes sociales. Desde antes de su lanzamiento, el departamento digital de RTVE planteó un amplio despliegue en redes sociales y creó una completa página web. Desde el primer capítulo se vio que la serie generaba un fenómeno en redes sociales, ganando seguidores en Internet, que se autonombraron ministéricos. Tal es su importancia que fueron capaces de hacer trending topic a Lope de Vega o a Ambrosio Spínola.

## Universo transmedia y fenómeno en internet

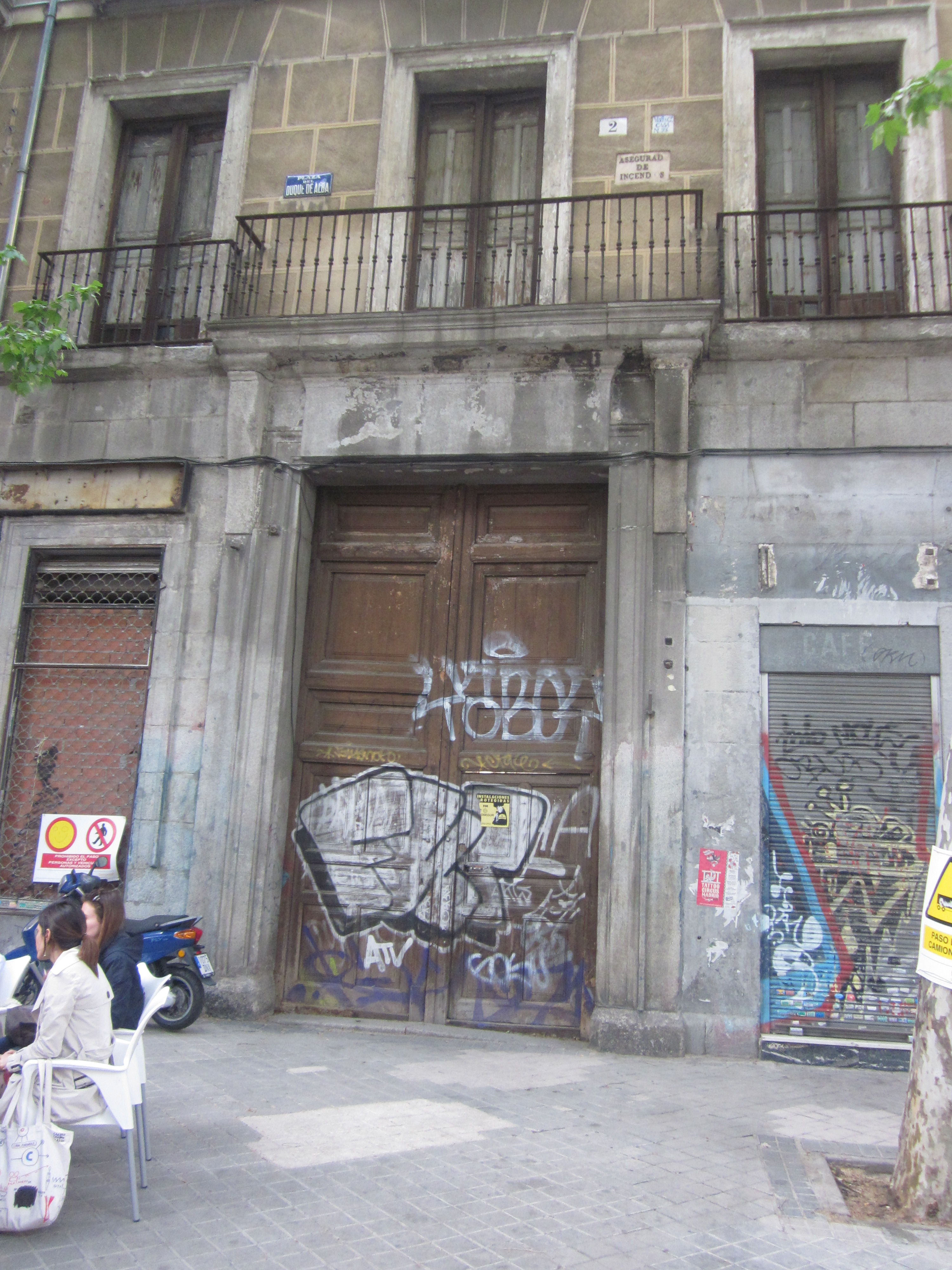
La puerta frontal del abandonado palacio de la duquesa de Sueca en Madrid, utilizado en la serie como la fachada del cuartel general del Ministerio.

Uno de los elementos más importantes de la serie desde su estreno fue la creación de una comunidad de fanes muy fuerte y creciente, que se hacen llamar a sí mismo "ministéricos", muy activos en redes sociales, convirtiendo en tendencia en Twitter a Terminator, Curro Jiménez, Lope de Vega, Spínola, Luis Aragonés, Torquemada, Velázquez, Picasso, el Guernica, Lorca, Jordi Hurtado o Cervantes, además de multiplicar las búsquedas en Google de personajes históricos y, sobre todo, generar contenido propio: fanfics, fanarts, cuentas de Twitter de personajes, fondos de escritorio, gif animados, quedadas en diferentes ciudades de España o aplicaciones de generadores de certificados ministéricos. En momentos en los que los seguidores han sentido que la serie sufría la amenaza de no ser renovada se han movilizado activamente en redes sociales.
RTVE ha creado desde la primera temporada un universo transmedia que ampliaba la experiencia de la serie con contenidos de ficción y otros materiales en redes sociales. En la primera temporada, esa producción transmedia se hizo exclusivamente desde RTVE.es; en la segunda temporada, la productora Onzapartners se involucró también en la creación y desarrollo de este universo.

### Primera temporada
- Formación básica para funcionarios y patrulleros novatos de El Ministerio del Tiempo: una serie de vídeos previos al estreno en los que Ernesto Jiménez e Irene Larra, a través de unos vídeos, daban lecciones aprovechando varias situaciones ficticias: lo que hubiese pasado si España no hubiese ganado el Mundial, si hubiese entrado en la Segunda Guerra Mundial, si Julio Iglesias no hubiera sido cantante o Cervantes no hubiese escrito El Quijote.[37]
- La Puerta del Tiempo: un programa de acompañamiento exclusivamente para la web y en directo, presentado por Paloma G. Quirós, en el que se entrevista a los miembros del reparto además de comentar la actividad en redes generada en torno a los capítulos.[38]
- La creación del community manager del ministerio: tras las cuentas en redes sociales de la serie hay una voz, la de Aurelio Pimentel, que simuló un hackeo por parte de un falso grupo llamado Frikileaks.[39]
- El grupo de WhatsApp exclusivo para becarios: un grupo de entre diez y veinte seguidores participaba en un grupo de WhatsApp con Aurelio Pimentel como administrador. Desde el teléfono de la web oficial recibían contenido exclusivo o en primicia de la serie y conocieron desde dentro el trabajo en torno a la serie.[40]
- Los archivos ocultos en Instagram: la cuenta de Instagram de El Ministerio del Tiempo, a la que se accede con permiso, ofrece imágenes históricas en las que patrulleros y funcionarios del ministerio aparecen, reflejando misiones pasadas.
- Generador de certificados ministéricos: tras repartir miles de imágenes que certificaban la calidad de ministérico oficial del portador, un fan creó el generador automático de certificados.[41]

### Segunda temporada
Además del grupo de WhatsApp, de La Puerta del Tiempo, del activo trabajo en redes del falso community manager, en la segunda temporada se ampliaron los contenidos de ficción en diferentes plataformas.
- Tiempo de valientes, el diario hablado de Julián Martínez en Cuba: a través de seis breves capítulos, Julián Martínez cuenta su experiencia en Cuba y camino de Filipinas, algo que no se veía en la serie, de la que el personaje de Rodolfo Sancho desaparecía entre el capítulo 1 y el 7 de la segunda temporada (el 9 y el 15 de la serie).[43]
- Tiempo de confesiones, el Blog de Angustias: la secretarìa del ministerio narra sus experiencias delante de la cámara que se encuentra en uno de los capítulos.[44]
- La primera experiencia de realidad virtual de una serie en el mundo. El tiempo en tus manos, de unos 10 minutos de duración, cuenta con la participación de Jaime Blanch, Francesca Piñón, Juan Gea y la de Cayetana Guillén Cuervo, e incluye un examen basado en los contenidos culturales de la serie.[45]
- El generador de décimos de Lotería con el número del Gordo que cantó en dos ocasiones Salvador Martí siendo Niño de San Ildefonso.[46]
- La tienda oficial de la serie, con productos diseñados por algunos ministéricos.[47]
- La participación de un grupo de seguidores como extras en una de las escenas de la serie.[48]
- Un falso spoiler del capítulo final de la temporada: la cuenta oficial de la serie en Twitter publicó unas horas antes de la emisión del capítulo un trozo de la supuesta página final del guion de ese capítulo (el 21, Cambio de Tiempo), aunque luego se supo que era una estrategia para generar expectación.[49]

## Adaptaciones
La serie se adaptó en Portugal, China, Italia, Francia, Alemania y Ucrania. En Portugal se estrenó bajo el título Ministério do Tempo por la cadena RTP el 2 de enero de 2017, con 21 episodios en su única temporada.
En Ucrania también se ha rodado una adaptación de la serie:

“Guardia del Tiempo” es una adaptación del formato español de Netflix. La serie hablará sobre una organización secreta que opera en Kiev desde hace siglos y se disfraza de departamento de uno de los ministerios. Vigilan los movimientos temporales e impiden manipulaciones con la historia.

El papel principal, un bombero del siglo XXI, lo desempeñó Alexander Kurnosov. Será reclutado por una organización secreta para detener a dos soldados rusos del siglo XVII. El jefe de la organización estaba personificado por Alexei Gorbunov, y sus agentes eran Sergei Sizonyuk y Lyudmila Milevich.

La presentadora de televisión Lesya Nikityuk y el cantante pop Sergei Parkhomenko (Poligraph Sharikoff) también actuaron en la serie. La primera interpretó el papel de la escritora Lesya Ukrainka, y el segundo obtuvo el papel de representante de la élite cosaca del siglo XVII.
Telekritika. «Se lanzó un adelanto de la serie de fantasía “Guardia del Tiempo” con Nikityuk y Gorbunov». 13 de diciembre de 2019.

## Litigio conTimeless
El 27 de septiembre de 2016 Onza Partners presentó una demanda ante la CDCA contra Sony Pictures, NBCUniversal, y los productores ejecutivos Shawn Ryan, Eric Kripke y John Davis por infracción de copyright e incumplimiento de contrato implícito, alegando que la serie de televisión estadounidense Timeless era una copia de El Ministerio del Tiempo.
Los acusados respondieron a la demanda en una presentación del 23 de noviembre de 2016, sosteniendo que los programas sobre viajes en el tiempo son un género televisivo establecido y que las similitudes entre los dos programas son genéricas y se basan en gran medida en la noción de que los personajes principales viajarán en el tiempo para efectuar algún tipo de cambio.
Una solicitud de Sony para desestimar la demanda de Onza fue denegada el 15 de febrero de 2017, pero las dos partes finalmente llegaron a un acuerdo para retirar la demanda.

## Premios
| Año  | Categoría            | Nominados            | Resultado |
| ---- | -------------------- | -------------------- | --------- |
| 2015 | Mejor serie española | Mejor serie española | Ganadora  |
| 2016 | Mejor serie española | Mejor serie española | Ganadora  |

| Año  | Categoría       | Resultado |
| ---- | --------------- | --------- |
| 2017 | Mejor Teleserie | Nominada  |
| 2018 | Mejor Teleserie | Ganadora  |

| Año  | Categoría                              | Nominados               | Resultado |
| ---- | -------------------------------------- | ----------------------- | --------- |
| 2016 | Mejor serie dramática                  | Mejor serie dramática   | Ganadora  |
| 2016 | Mejor actriz protagonista de una serie | Aura Garrido            | Ganadora  |
| 2016 | Mejor actor protagonista de una serie  | Rodolfo Sancho          | Nominado  |
| 2016 | Mejor actor protagonista de una serie  | Nacho Fresneda          | Nominado  |
| 2016 | Mejor actriz de reparto de una serie   | Cayetana Guillén Cuervo | Nominada  |
| 2016 | Mejor actor de reparto de una serie    | Hugo Silva (ex aequo)   | Ganador   |
| 2016 | Mejor actor de reparto de una serie    | Jaime Blanch            | Nominado  |
| 2016 | Mejor actor de reparto de una serie    | Julián Villagrán        | Nominado  |
| 2017 | Mejor serie dramática                  | Mejor serie dramática   | Nominada  |
| 2017 | Mejor actriz protagonista de una serie | Aura Garrido            | Ganadora  |
| 2017 | Mejor actor protagonista de una serie  | Hugo Silva              | Nominado  |
| 2017 | Mejor actriz de reparto de una serie   | Cayetana Guillén Cuervo | Nominada  |
| 2017 | Mejor actor de reparto de una serie    | Jaime Blanch            | Nominado  |
| 2021 | Mejor serie dramática                  | Mejor serie dramática   | Nominada  |

| Año  | Categoría                               | Nominados                               | Resultado |
| ---- | --------------------------------------- | --------------------------------------- | --------- |
| 2015 | Mejor serie española según los lectores | Mejor serie española según los lectores | Ganadora  |
| 2015 | Mejor actor de televisión               | Rodolfo Sancho                          | Nominado  |
| 2015 | Mejor actriz de televisión              | Aura Garrido                            | Ganadora  |
| 2016 | Mejor actor de televisión               | Nacho Fresneda                          | Ganador   |

| Año  | Categoría                               | Nominados        | Resultado |
| ---- | --------------------------------------- | ---------------- | --------- |
| 2015 | Mejor actriz protagonista de televisión | Aura Garrido     | Nominada  |
| 2015 | Mejor actor protagonista de televisión  | Nacho Fresneda   | Ganador   |
| 2015 | Mejor actor secundario de televisión    | Jaime Blanch     | Nominado  |
| 2015 | Mejor actor de reparto de televisión    | Victor Clavijo   | Nominado  |
| 2015 | Mejor actor de reparto de televisión    | Ángel Ruiz       | Ganador   |
| 2016 | Mejor actriz protagonista de televisión | Aura Garrido     | Ganadora  |
| 2016 | Mejor actor secundario de televisión    | Julián Villagrán | Ganador   |
| 2016 | Mejor actor de reparto de televisión    | Carlos Hipólito  | Nominado  |

| Año  | Categoría         | Nominados         | Resultado |
| ---- | ----------------- | ----------------- | --------- |
| 2015 | Mejor serie drama | Mejor serie drama | Ganadora  |
| 2015 | Mejor guion       | Mejor guion       | Ganadora  |
| 2015 | Mejor actor drama | Rodolfo Sancho    | Nominado  |
| 2016 | Mejor serie drama | Mejor serie drama | Nominada  |
| 2016 | Mejor dirección   | Mejor dirección   | Nominada  |
| 2016 | Mejor guion       | Mejor guion       | Ganadora  |
| 2016 | Mejor actor drama | Hugo Silva        | Nominado  |

| Año  | Categoría        | Nominados               | Resultado |
| ---- | ---------------- | ----------------------- | --------- |
| 2015 | Mejor ficción    | Mejor ficción           | Ganadora  |
| 2015 | Mejor guion      | Mejor guion             | Ganadora  |
| 2015 | Mejor dirección  | Mejor dirección         | Ganadora  |
| 2015 | Mejor actriz     | Aura Garrido            | Ganadora  |
| 2016 | Mejor ficción    | Mejor ficción           | Ganadora  |
| 2016 | Mejor actor      | Hugo Silva              | Ganador   |
| 2016 | Mejor actriz     | Cayetana Guillén Cuervo | Nominada  |
| 2019 | Mejor ficción    | Mejor ficción           | Ganadora  |
| 2019 | Mejor actor      | Jaime Blanch            | Ganador   |
| 2019 | Mejor guion      | Mejor guion             | Ganadora  |
| 2019 | Mejor producción | Mejor producción        | Ganadora  |

### Otros premios
- FesTVal de Televisión y Radio de Vitoria 2015 a la Mejor serie de ficción.[67]
- Premio Gold Panda a mejor dirección 2015.[68]
- Premio Orgullo Friki 2015.[69]
- 21.º edición Premios Zapping: nominada a Mejor serie.[70]
- Premio Panorama a la Mejor Ejecución técnica en producción televisiva. Galardones otorgados por la publicación  Panorama Audiovisual a fin de reconocer la excelencia, el desarrollo tecnológico y la innovación de empresas, profesionales y producciones en televisión, cine, radio y publicidad (mayo de 2016)[71]
- Festival Internacional de Televisión y Cine de Nueva York, edición 2016: medalla de bronce en la categoría de drama.[72][73]